# دون خوان تينوريو
دون خوان تينوريو (بالإسبانية: Don Juan Tenorio)‏ هي دراما خيالية- دينية مكونة من جزئين، نشرها خوسيه ثورييا عام 1844. تعتبر من أشهر أعماله، وكانت تُمثل في كثير من المدن الإسبانية في أوائل شهر نوفمبر من كل عام. وتتناول موضوع مسرحية خادع إشبيلية عام 1930، التي كتبها الكاتب تيرسو دي مولينا في وقت سابق. ويشكل العمل جنبًا إلى جنب مع خادع إشبيلية التجسيد الدرامي لأسطورة دون خوان في اللغة الإسبانية.

## المضمون
تقع الأحداث في إشبيلية سنة 1545،  في السنوات الأخيرة لحكم الملك كارلوس الأول، ملك إسبانيا. 

### الجزء الأول
تجري أحداثه في ليلة الكارنفال. قاما دون خوان ودون لويس بعمل رهان بينهما، والذي ينص على  «من منهما يستطيع العمل أسوأ،  وبثروة أفضل، في نهاية عام» و«من منهما يفوز بمبارزات أكثر ومن منهما يفتن آنسات أكثر». تبدأ القصة بعد عام من هذه المراهنة، ولهذا؛ يلتقيا في خان لاوريل لصاحبه بوتارييلي،  في إشبيلية؛ حيث يقوموا بمقارنة اعمالهم البطولية.  أصبحت المراهنة فضيحة كبيرة  في إشبيلية، ومع ذلك؛ لا يعلم أحد علم اليقين بما حدث. يصلوا، أثناء الليل، لخان لاوريل الخاص ببوتاريلي؛ بحثاً عن معرفة التفاصيل الخاصة بهذه المراهنة بتعمق. علم بالمراهنة  دون جونثالو، والد دونيا إنيس، خطيبة دون خوان. وذهب إلى الخان لكى يتأكد مما سمعه، كذلك فعل دون دييجو، والد دون خوان، أراد ان يرى وحش الفجور الذي أنشأه. ظل الغرماء يحصون قتلى المعارك (دون لويس 23،  دون خوان 32)، والنساء اللاتى قاما بفتنتهن (دون لويس 56، دون خوان 72). في النهاية صار دون خوان المنتصر، ومع ذلك تحداه دون لويس من جديد قائلاً له أن ما ينقص في القائمة هو «مبتدئة على وشك الرهبنة»، حينئذٍ؛ تراهن دون خوان من جديد مع دون لويس على أنه سيستأثر قلب مبتدئة، وأيضاً، سيأخذ منه خطيبته، دونيا آنا ديه بانتوخا.
أرسل دون لويس خادمه جاستون؛ لكي يحذر العدالة، بعد سماع كلمات دون خوان، وكذلك فعل دون خوان مع خادمه ثيوتي. عندما علم القائد دون جونثالو ديه أويوا، والد دونيا إنيس، التي مكثت في دير منذ طفولتها وكان مقدر لها أن تتزوج من دون خوان؛ قام دون جونثالو بأبطال الزواج. وصل الخان دوريتان من الشرطة، وقاما بالقاء القبض على النبيلين. استطاع دون لويس الخروج من السجن وذهب إلى دونيا آنا، ليتوسل إليها أن تحافظ على حزمها أمام دون خوان، الذي سيلاحقها. خرج دون خوان أيضاً، وقام بحبس دون لويس في شارع منزل دونيا آنا. بعدها، ذهب إلى المتعبدة المرتشية في الدير، والتي شرحت له كيف يدخل الدير دون أن يراه أحد. وأخر ما فعله دون خوان لكى يضمن المراهنة، هو استدعاء لوثيا، خادمة دونيا آنا، لكى يطلب منها أن تفتح أبواب منزل دونيا آنا في العاشرة مساءٌ مقابل مبلغ من المال، ووافقته لوثيا. هذا بينما كانت دونيا إنيس تقرأ خطاب من دون لويس، والذي فيه يصرح بحبه لها علانية. وعندما أنهت الخطاب، كان دون خوان قد تسلل إلى صومعتها؛ الامر الذي أدى إلى فقدانها الوعى.و حملها دون خوان إلى منزله. وصل دون جونثالو، بعدها بقليل، ليبلغ رئيسة دير الراهبات أن المسئولة عن دونيا إنيس مرتشية وتهتم برفاهيتها. حينها ظهرت الاخت المسئولة عن البوابة لتعلن عن اختفاء دونيا إنيس.
في منزل دون خوان، تقع دونيا إنيس في شباك العاشق. جمعم الحب معاً، ومستعدين لمواجهة كل شئ. في هذه اللحظة، وصل دون لويس، وكان يريد أن يقتل دون خوان. وبعدها بقليل وصل دون جونثالو، ومعه أناس مسلحة. أمر دون خوان بغرفة لدون لويس لكى ينتظر فيها. وجثى على ركبتيه أمام دون جونثالو متوسلاُ إليه أن يهبه ابنته في مقابل اختبارات هو نفسه يحددها. رفض دون جونثالو، وخرج دون لويس من الغرفة وحاول أن يتحالف مع القائد لكى يقتلوا دون خوان، وانتهى الامربأن أصبح دون خوان هو القاتل، مصيباً دون جونثالو بطلقة نارية، وطاعناً دون لويس طعنة بالسيف. هرب دون خوان من إشبيلية في سفينة شراعية متجها إلى إيطاليا.

### الجزء الثاني
بعد خمس سنوات من الحادث السابق، عاد دون خوان إلى إشبيلية وقام بزيارة لضريح عائلة تينوريو حيث تم دفن دون لويس والقائد أيضاً. كان دون خوان يتأمل التماثيل مندهشاً،  فاكتشت ضريح لم يكن يترجاه، ضريح دونيا إنيس، التي ماتت من الحسرة عندما أدركت أنها ودون خوان لن يكونا معاُ على الرغم من أنهما يحبان بعضهما حباُ شديدأ. وصلا للمكان ثنتياس وابييانيدا. بحضور هذين الصديقين القديمين قام دون خوان بدعوتهما على العشاء، وقام أيضاً بدعوة القائد على الرغم من علمه بأنه توفي. لاحقاً، بينما كان يتعشى، دق الباب دقة، وزهر شبح القائد الذي آتى لكى يحمل دون خوان إلى الجحيم. وهنا تشفعت دونيا إنيس، وصعدا إلى السماء بين تبجيل الملائكة والترانيم السماوية.

## الشخصيات
- دون خوان تينوريو، بطل القصة.
- دون لويس ميخييا، العاشق غريم دون خوان تينوريو.
- دون جونثالو ديه أويوا، قائد كالاترابا.
- دونيا إنيس ديه أويوا،  بنت القائد وخطيبة دون خوان.
- دون دييجو تينوريو، والد دون خوان.
- ماركوس ثيوتي، خادم دون خوان.
- جاستون، خادم دون لويس.
- بوتاريلي، مالك خان لاوريل.
- بريخيدا، خادمة دونيا إنيس في الدير.
- دونيا آنا ديه بانتوخا، خطيبة دون لويس ميخييا.
- باسكوال، خادم عائلة بانتوخا.
- رئيسة دير كالاترابا في إشبيلية.
- الراهبة البوابة لكالاترابا في إشبيلية.
- دون رفائيل ديه أبيانيدا، صديق دون لويس، ولاحقا، صديق دون  خوان.
- الكابتن ثنتياس، صديق دون خوان.
- لوثيا، خادمة دونيا آنا.
- تمثال دون جونثالو (الضيف الحجر).
- شبح دونيا إنيس.
- الشرطيون.

## بنية العمل

### الجزء الأول
الجزء الأول ينقسم إلى 4 فصول، وينقضي في ليلة واحدة: 
- الفصل الأول، فسق وفضيحة.
- الفصل الثاني، براعة.
- الفصل الثالث، تدنيس.
- الفصل الرابع، الشيطان على أبواب السماء.

### الجزء الثاني
ينقسم إلى ثلاث فصول. يحدث أيضاً في ليلة واحدة فقط، ولكن بعد 5 سنوات من أحداث الجزء الأول:    
- الفصل الأول: شبح دونيا إنيس، من 6 مشاهد، تتطور الأحداث في  ضريح وفي المقبرة.
- الفصل الثاني: تمثال دون جونثالو، من 5 مشاهد، تتطور أحداثه في منزل دون خوان.
- الفصل الثالث: رحمة الآلة وتمجيد الحب، من 4 مشاهد، شاملاً  المشهد الأخير ولذى به حوار يلقيه دون خوان في المقبرة وبه  ينتهى العمل.

## المكان
- خان لاوريل: هي الحانة التي اتفقا دون خوان ودون لويس أن يتقابلا فيها بعد مضى عام من المراهنة، وفيها أيضا دارت حوإلى كل أحداث الفصل الأول من العمل. وكريستفانو بوتاريلى هو من كان يقوم بأمورها.
- شارع دونيا ثوربيانا: هناك أخبر دون لويس ميخيا، دونيا آنا، أن تكون صارمة  أمام شباك دون خوان. وفي هذا الشارع أيضاً سُجن دون خوان دون لويس في قبو والذي سمح لدون خوان تحقيق ما راهن عليه.
- دير العذراء: حيث تتواجد دونيا إنيس منعزلة منذ ولادتها.هناك أيضاً، قرأت خطاب دون خوان، وعند رؤيته اُغشى عليها.
- منزل دون خوان الريفي: هناك أخذ دون خوان دونيا إنيس وصارحها بحبه لها. وفي هذا المنزل أيضاً، قتل دون خوان دون جونثالو ديه أويوا ودون لويس.
- الضريح / المقبرة: منول دون دييجو وقد تحول إلى ضريح. ويتقابل هناك دون خوان مع نحات التماثيل، ويقوم بتهديده لكى يعطيه مفاتيح الضريح المذكور.  حدث أيضاً في هذا المكان أشياء غريبة، على سبيل المثال: أن تقبض التماثيل الأرواح، وأن تتحدث الأشباح، الخ.
- منزل دون خوان: حيث دُعى أبييانيدا وثنتياس إلى العشاء، حينما يظهر لهم شبح دون جونثالو، والذي يحذر دون خوان بأنه تبقى له يوم واحد في حياته، وإذا لم يتب سيتم أخذه إلى الجحيم. وظهر أيضاً شبح دونيا إنيس. وهناك سيتم اغتيال دون خوان على يد الكابتن ثنتياس.

## خصائص رومانسية
- الأماكن المظلمة: يُستخدم في هذا العمل مكان مظلم  ومهجور، مثل المقابر، حيث تقبض التماثيل الأروح.
- الحب المستحيل: يوجد حب مستحيل بين دون خوان ودونيا إنيس. الحب المستحيل الذي يظهر جعل دونيا إنيس تموت من الحزن ؛ لأنها هي ودون خوان لن يتمكنا من أن يكونا معاً؛ لأن دون خوان اضطر للهرب إلى إيطاليا بعدما قتل دون جونثالو ودون لويس، اللذان ما زالا يطاردانه حتى وهم موتا.
- الأبطال: على سبيل المثال، البطل من عائلة نبيلة تقريباُ. رجل منعزل لا يريد أن يندمج في المجتمع. وتتناسب البطلة مع كل القواعد الجسمانية والروحانية.
- النهاية المأسوية: يشير موت العاشقين الاثنين إلى النهاية التعيسة.
- الطبيعة الديناميكية: في هذا العمل جرت أغلب الأحداث في الليل.
- الغموض: التماثيل التي تقبض الأرواح ، والاشباح التي تتحدث، وإعطاء فكرة مثالية عن الجنة والنار.
- سيطرة العاطفة على العقل: كانت دونيا إنيس مغرمة فعلاً بدون خوان وحاولت تجنب كل إحساس تحس به تجاهه.